# هيئة أرقام الإنترنت المخصصة
هيئة أرقام الإنترنت المخصصة أو سلطة إسناد أرقام الإنترنت (بالإنجليزية: Internet Assigned Numbers Authority اختصاراً IANA)‏ وتعرف اختصاراً بالاسم الرمزي أيانا، هي المنظمة المسؤولة عن تنسيق بعض العناصر الأساسية التي تحافظ على الإنترنت بسلاسة. حين أن شبكة الإنترنت تشتهر بأنها شبكة عالمية خالية من التنسيق المركزي وبذلك كانت أيانا هي المسئولة على الصعيد العالمي عن الإشراف على تخصيص عناوين بروتوكولات الانترنيت، وإدارة المنطقة الجذرية لنظام أسماء النطاقات، أنواع وسائل الإعلام، وغير ذلك من بروتوكولات الانترنيت ذات الصلة في العالم، وعلى وجه التحديد تختص أيانا بالحفاظ على رموز فريدة وأنظمة الترقيم المستخدمة في المعايير التقنية ("البروتوكولات"). وهي تدار بواسطة Internet Corporation for Assigned Names and Numbers (مؤسسة الإنترنت للأسماء والأرقام المخصصة) المعروفة باسم الأيكان.

## المسؤوليات
أيانا مسئولة بوجه الخصوص عن إيجاد رموز فريدة من نوعها وأنظمة ترقيم وأعداد نادرة وذلك لاستخدامها في المعايير التقنية ("بروتوكولات") التي تقود الإنترنت والتي يتم نشرها كوثائق RFC.هذه الوثائق تصف الأساليب والسلوكيات، والأبحاث، أو الابتكارات المطبقة على لإنترنت والأنظمة المتصلة بالإنترنت كما تحافظ ايانا على اتصال وثيق مع فرقة هندسة الإنترنت Internet Engineering Task Force (IETF). ويمكن تصنيف الأعمال التي تقوم بها أيانا بشكل عام إلى ثلاث فئات:

### -عناوين بروتوكول الإنترنت (IP)
تشرف منظمة “IANA Internet Assigned Numbers Authority” على توزيع أرقام IP على مستوى العالم، حيث تقوم بالإشراف على منظمات فرعية تكون كل منظمة منها مسئولة عن جزء معين من العالم وهذه المنظمات الفرعية هي:
-منظمة “ARIN American Registry for Internet Numbers” وتشرف على دول أميركا الشمالية والجنوبية.
-منظمة “RIPE Réseaux IP Européen” وتشرف هذه المنظمة على منطقة أوروبا والشرق الأوسط وأجزاء من -إفريقيا.
-منظمة “APNIC Asia Pacific Network Information Center” وتشرف على دول آسيا.
-منظمة “LACNIC Latin American and Caribbean Internet” وتشرف على دول أميركا اللاتينية والكاريبي.
-منظمة “AfriNIC African Internet Numbers Registry IP Addresses” وتشرف هذه المنظمة على قارة إفريقيا.
تقوم كل منظمة من هذه المنظمات بالإشراف على توزيع أرقام IP للدول الواقعة تحت مجال إشرافها، ويوجد لكل منظمة قاعدة بيانات تمكنها من معرفة صاحب رقم IP معين، وتسمى هذه الخدمة بخدمة whois، حيث تقوم بإدخال رقم IP التابع لمنظمة معينة وستحصل على معلومات عمن يمتلك هذا بروتوكول إنترنت.

### -أسماء النطاقات
إيانا تقوم بإدارة البيانات في جذور مخدمات أسماء النطاقات والتي تشكل قمة هرم نظام أسماء النطاقات الشجرية DNS tree
هذه المهمة تنطوي على الاتصال مع مشغلي مجال المستوى الأعلى، وجذور مشغل خادم أسماء النطاقات كما تعمل الايكان على تسجيل كثافة العمليات للمنظمات الدولية بالإضافة إلى وكالة مشاريع البحوث المتقدمة المنظمة لأغراض البنية التحتية للإنترنت أي أن أيانا تدير نظام أسماء النطاقات الجذرية، كثافة العمليات ومجالات مشاريع البحوث المتقدمة

### -(معاملات البروتوكول: Protocol parameters)
أيانا تدير العديد من معاملات البروتوكولات من خلال فريق -مهام الانترنيت الهندسي-. وتشمل الأمثلة على أسماء معرف الموارد الموحد (URI) والمحارف الموصى بها للاستعمال على شبكة الإنترنت. ويتم الاضطلاع بهذه المهمة تحت إشراف من مجلس هندسة الانترنيت، والاتفاقيات التي تنظم عملها يتم نشرها في 2860RFC.

## الرقابة الداخلية
تدار أيانا من قبل الايكان Internet Corporation for Assigned Names and Numbers
بموجب عقد مع الولايات المتحدة الأمريكية –وزارة التجارة مما يوفر ذلك مراقبة مستمرة على عملها من قبل الوزارة وبذلك يتحقق للوزارة ضمان أن أيانا تعمل بموجب سياساتها بشكل دائم.
في 28 كانون الثاني عام 2003، صدر عن وزارة التجارة في الولايات المتحدة الأمريكية قرار بمنح ايكان وأيانا العقد لثلاث سنوات ولكن بموجب رد خطي من المنظمة لتوضيح الكيفية التي يمكن للمنظمة أن تقدم خدماتها بما يتوافق مع سياسة الحكومة الأمريكية.
في آب / أغسطس 2006، مددت وزارة التجارة الأمريكية العقد مع أيانا لخمس سنوات إضافية، مع مراعاة التجديد السنوي.
وبما أن الايكان تسيطر عليها مصالح الولايات المتحدة فقد تم طرح العديد من الاقتراحات لفصل عمل أيانا من الايكان ولكن هناك اعتقاد بشكل واسع انه من غير العملي تغيير هيكلية الرقابة دون المخاطرة بتصدع شبكة الانترنيت.

## تاريخ أيانا
مع خدماتها التي يعود تاريخها إلى أوائل عام 1970 أيانا هي واحدة من أقدم مؤسسات الانترنيت.
كانت أول إشارة إلى وظيفة أيانا على الأغلب في RFC 322 التي نشرت في ال26 من شهر آذار عام 1972 من خلال Vint Cerf and Jon Postel.
أيانا كما هو قائم اليوم هي مزيج من الأدوار بين عدد من الإطراف التي نفذت على مدى تاريخ الانترنيت.
كان جون بوستل مدير أيانا منذ إنشائها حتى وفاته في أكتوبر 1998، حيث فعل ذلك من خلال منصبه في معهد علوم المعلومات بموجب العقد مع وزارة الدفاع الأمريكية. بعد وفاته ستلم جويس رينولدز، الذي كان يعمل مع بوستل في أيانا لسنوات عديدة وهو الذي قام بنقل وظيفة أيانا إلى الأيكان.
ابتداء من عام 1988، تم تمويل أيانا من قبل حكومة الولايات المتحدة الأمريكية بموجب عقد بين وزارة الدفاع –وكالة مشاريع البحوث المتقدمة ومعهد تكنولوجيا المعلومات (ISI) وقد انتهى ذلك العقد في نيسان 1997 ولكن تم تمديد عمل أيانا حرصا على وظيفتها.
في 24 كانون الأول 1998 وفي مؤتمر USC الموحد دخل الاتفاق المرحلة الانتقالية مع مؤسسة الانترنيت للأسماء والأرقام المخصصة (الأيكان)، وتم نقل وظيفة أيانا لهيئة الانترنيت، اعتباراً من 1 كانون الثاني 1999 مما جعل وحدة تشغيل أيانا من الأيكان.
في حزيران 1999، في اجتماع أوسلو، وقع فريق مهام الإنترنت الهندسي اتفاقا مع هيئة الإنترنت فيما يتعلق بالمهام التي من شأنها أن تؤديها أيانا لفريق مهام الإنترنت الهندسي.
في 8 شباط 2000 دخلت وزارة التجارة في اتفاق مع هيئة الانترنيت للقيام بمهام أيانا.
في 2003 عين دوغ بارتون مديراً أيانا.
في عام 2005، تم تعيين ديفيد كونراد مديراً أيانا.

## حكومة الولايات المتحدة وأيانا
اليوم وأينا تدار وفقاَ لأحكام عقد بين الأيكان وحكومة الولايات المتحدة الأمريكية أيانا ليست كيانا قانونيا بحد ذاته بل هي عبارة عن مجموعة من المهام التي يؤديها قسم أيانا داخل الهيئة وينص العقد أن الخدمات والوظائف التي تقوم بها أيانا يجب أن تقدم بشكل تقرير شهري إلى حكومة الولايات المتحدة الأمريكية تضمن الطلبات المتعلقة بالإدارة على جميع العقود المتعلقة بأيانا.
كما أنه فيما يتعلق بتشغيل أسماء نطاقات منطقة الجذر يجب أن تتم الموافقة على أي تغيير من قبل حكومة الولايات المتحدة قبل تنفيذها وهذا يعني أنه إذا قامت أيانا بتجهيز طلب التغير في منطقة الجذر فيجب إرسال الطلب إلى الحكومة الأمريكية لإعادة النظر فيه وبعد ذلك يتم تسلم تصريح لأيانا من اجل التنفيذ.

## المشاريع الحالية في أيانا
أيانا باستمرار تقوم بتقييم الطريقة التي تنفذ بها جميع خدماتها مع التركيز انه يتم تنفيذها بدقة وكفاءة عاليين، كما أن الاتجاه العام لكثير من عملها هو نحو إدخال الأتمتة وزيادة الوضوح في عملياتها.
أحد أهم تطلعات أيانا ألان في ضوء القضايا الأمنية الأخيرة مع نظام أسماء النطاقات هي تطبيق البروتوكول
الأمني في نظام أسماء النطاقات.
وفيما يخص التوسع الوشيك لمنطقة الجذر لتلبية جديد نطاقات المستوى الأعلى كل عام وفضلا عن تغير رموز البلد إلى غير الأحرف اللاتينية أيانا تعد من المشاركين في العمليات والإجراءات الجديدة.
بالإضافة إلى توسيع نطاق عملها لمواجهة الطلب المتوقع على وجه الخصوص ويتمثل ذلك بمواجهة أحد أكبر التحديات التي تواجه عامة مجتمع الانترنيت ككل وهي استنفاد مساحة العناوين لـ آي بي في4 حيث أن أيانا تواصل اطلاع المجتمع على وضع هذه القضية وتساعد في التثقيف والإعلام قد الإمكان فضلا عن خدماتها الخاصة بها
لـآي بي في6.

## مواقع خارجية
- المقالة باللغة الإنكليزية
- مقالة من موقع الأيكان